# Шаррия
Шаррия — правитель (энси) Эшнунны, правил во второй половине XX века до н. э.

## Список датировочных формул Шаррии
|   | |
| a | Год, когда Шаррия, энси Эшнунны захватил трон OIP 43 187 mu szar-ri-ia ensi2 asz-nun-naki giszgu-za bi-dab5 |
| b | Год, когда Шаррия сделал статую из серебра … OIP 43 187 mu szar-ri-ia urudualan usz ... mu-du3              |

| Династия Эшнунны            |                                                 |                   |
| Предшественник: Ипик-Адад I | правитель Эшнунны 2-я половина XX века до н. э. | Преемник: Белакум |